# Diwnoje (Kaliningrad, Baltijsk)
Diwnoje (russisch Дивное, deutsch Neuendorf, Kreis Fischhausen/Samland) ist ein Ort in der russischen Oblast Kaliningrad. Er liegt im Stadtkreis Baltijsk.

## Geographische Lage
Diwnoje liegt 31 Kilometer westlich der Oblasthauptstadt Kaliningrad (Königsberg) und zwei Kilometer nördlich der früheren Kreisstadt Primorsk (Fischhausen) an der Regionalstraße 27A-013 (ex A192). Die nächste Bahnstation ist Primorsk-Nowy an der Bahnstrecke Kaliningrad–Baltijsk.

## Geschichte
Der bis 1946 Neuendorf genannte Ort war vor 1900 eine Domäne im Gutsbezirk Fischhausen (heute russisch: Primorsk), seit 1874 innerhalb des Amtsbezirks Domäne Fischhausen im Landkreis Fischhausen und Regierungsbezirk Königsberg der preußischen Provinz Ostpreußen. Am 31. Januar 1900 wurde aus der Domäne Neuendorf der selbständige Gutsbezirk Neuendorf gebildet. Hier lebten im Jahre 1910 191 Einwohner.
Doch diese Selbständigkeit währte lediglich 28 Jahre: am 30. September 1928 wurde der Gutsbezirk Neuendorf zusammen mit dem Gutsbezirk Fischhausen in die Stadtgemeinde Fischhausen eingemeindet, die 1939 dem neu geschaffenen Landkreis Samland beitrat.
In Folge des Zweiten Weltkriegs kam Neuendorf im Jahr 1945 mit dem nördlichen Ostpreußen zur Sowjetunion. Im Jahr 1947 erhielt der Ort die russische Bezeichnung Diwnoje und wurde gleichzeitig dem Dorfsowjet Logwinski selski Sowet im Rajon Primorsk zugeordnet. Im Jahr 1950 gelangte der Ort in den Zwetnowski selski sowet und 1959 dann in den Powarowski selski Sowet. Vermutlich 1994 wurde Diwnoje dem Stadtkreis Baltijsk zugeordnet. Von 2008 bis 2018 war Diwnoje Sitz einer Landgemeinde im Rajon Baltijsk und gehört seither (wieder) zum Stadtkreis Baltijsk.

### Selskoje posselenije Diwnoje 2008–2018

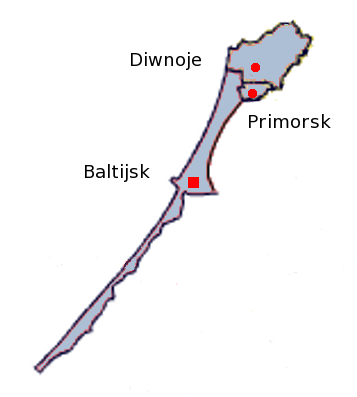
Die Lage der Landgemeinde Selskoje posselenije Diwnoje im Norden des Rajons Baltijsk

Die Landgemeinde Selskoje posselenije Diwnoje wurde im Jahr 2008 im Rajon Baltijsk eingerichtet. Sie umfasste mit ihren insgesamt acht Siedlungen eine Fläche von 39,2 km². Im Jahre 2010 betrug die Zahl der Einwohner 889, von denen zwei Drittel im zentralen Ort Diwnoje lebten.
Zur Selskoje posselenije Diwnoje gehörten acht, jeweils „Siedlung“ genannte Ortschaften:
| Name                 | Deutscher Name | Zahl der Einwohner (2010) |  | Name                               | Deutscher Name | Zahl der Einwohner (2010) |
| -------------------- | -------------- | ------------------------- |  | ---------------------------------- | -------------- | ------------------------- |
| Diwnoje (Дивное)     | Neuendorf      | 632                       |  | Prosorowo (Прозорово)              | Geidau         | 0                         |
| Krylowka (Крыловка)  | Wischrodt      | 34                        |  | Tichoretschenskoje (Тихореченское) | Linkau         | 3                         |
| Niwy (Нивы)          | Kompehnen      | 5                         |  | Tscherjomuchino (Черёмухино)       | Karlshof       | 11                        |
| Parusnoje (Парусное) | Gaffken        | 124                       |  | Zwetnoje (Цветное)                 | Kallen         | 80                        |

## Kirche
Die Bevölkerung Neuendorfs war vor 1945 fast ausnahmslos evangelischer Konfession. Das Dorf gehörte zum Kirchspiel der Pfarrkirche in Fischhausen (heute russisch: Primorsk) im Kirchenkreis Fischhausen und innerhalb der Kirchenprovinz Ostpreußen der Kirche der Altpreußischen Union. Heute liegt Diwnoje im Einzugsgebiet der in den 1990er Jahren neu entstandenen evangelisch-lutherischen Gemeinde in Swetloje (Zimmerbude), einer Filialgemeinde der Auferstehungskirche in Kaliningrad (Königsberg) in der Propstei Kaliningrad der Evangelisch-lutherischen Kirche Europäisches Russland.